# غرين غوبلن
غريلن غوبلن (بالإنجليزية:Green Goblin) شخصية خيالة شريرة ظهر لأول مره في عام 1964 في القصص المصورة التي نشرتها شركة مارفيل كومكس بجانب بطل السلسلة الرجل العنكبوت.